# Stalexport Autostrada Małopolska
Stalexport Autostrada Małopolska S.A. (SAM SA) – spółka akcyjna, spółka-monopolista, z siedzibą w Mysłowicach. Zarządza 60-kilometrowym odcinkiem autostrady A4 pomiędzy Katowicami a Krakowem.

## Historia
Historia Stalexport Autostrada Małopolska S.A. (SAM S.A.) sięga 19 września 1997 r., kiedy Ministerstwo Transportu i Gospodarki Morskiej w imieniu Skarbu Państwa udzieliło spółce Stalexport S.A. koncesji na eksploatację oraz przystosowanie A4, relacji Katowice – Kraków, do wymogów płatnej autostrady. Trzy miesiące później, w celu realizacji zadań przynależnych koncesjonariuszowi, Stalexport S.A. powołał specjalnie do tego przeznaczoną spółkę o nazwie Katowicko-Małopolska Autostrada Stalexport S.A., która 15 kwietnia 1998 r. została przemianowana na Stalexport Autostrada Małopolska S.A. Zadaniem nowo utworzonego podmiotu było zarządzanie, w imieniu ówczesnego koncesjonariusza, autostradą A4 na odcinku Katowice-Kraków. Na przestrzeni kilku kolejnych lat, zmiany w Ustawie o płatnych autostradach pozwoliły na przeniesienie koncesji ze spółki Stalexport na SAM S.A., bez utraty jej ciągłości. 17 października 2005 r., Stalexport Autostrada Małopolska S.A., zawarł z Ministrem Infrastruktury nową Umowę Koncesyjną, której zapisy umożliwiały spółce uzyskanie kredytu długoterminowego. Tym samym jeszcze przed końcem 2005 r., SAM S.A. podpisał umowę kredytową z konsorcjum czterech banków (Landesbank, DePfa, Kreditanstalt für Wiederaufbau oraz BPH S.A.) na kwotę do 380 mln zł, która umożliwiła koncesjonariuszowi realizację inwestycji.

## Przedmiot działalności
Stalexport Autostrada Małopolska S.A. wypełnia koncesję otrzymaną w 1997 roku (na okres 30 lat) na przystosowanie A4 Katowice-Kraków do wymogów autostrady płatnej oraz jej eksploatację. Jest to pierwsza tego typu droga w Polsce, wybudowana w ramach partnerstwa publiczno-prywatnego, jako inwestycja typu brownfield – na bazie drogi powstałej w latach 70. i 80. XX w. Na podstawie umowy koncesyjnej SAM S.A. inwestuje w infrastrukturę autostradową ze środków pozyskiwanych z poboru opłat oraz środków pochodzących z uzyskanego przez spółkę finansowania długoterminowego typu „Project Finance”. Przychody z poboru opłat służą również pokryciu kosztów związanych z bieżącym utrzymaniem odcinka.
W 2006 r. Najwyższa Izba Kontroli oceniła, że spółka nie wypełnia warunków koncesji, a umowy z nią zawarte są niekorzystne dla Skarbu Państwa i użytkowników autostrady. NIK zarzuciła przedstawicielom Skarbu Państwa i koncesjonariuszowi nielegalne działania, niegospodarność i praktyki sprzyjające korupcji. NIK postulowała cofnięcie koncesji z powodu „długotrwałego naruszania przez koncesjonariusza obowiązków”. „Realizacja przedsięwzięcia (...) jest przykładem nieskuteczności funkcjonowania w praktyce przyjętego w Polsce modelu koncesyjnego budowy i eksploatacji autostrad płatnych”. W ocenie NIK po wielu latach autostrada ciągle nie spełnia standardów autostrady płatnej, a użytkownikom, mimo wnoszenia przez nich opłat w pełnej wysokości, nie zapewniono możliwości sprawnego i bezpiecznego przejazdu. 
Niekorzystne umowy były negocjowane przez Emila Wąsacza w roli Ministra Skarbu Państwa, który wkrótce potem został prezesem spółki. Umowy, poza zapewnieniem spółce stabilnego zysku, zakazują także renowacji dróg w okolicznych gminach, które mogłyby stanowić konkurencję dla A4.

## Władze spółki
- Prezes Zarządu: Emil Wąsacz
- Wiceprezes Zarządu, dyrektor finansowy: Mariusz Serwa
- Członek Zarządu: Paweł Kocot